# Le Rideau rouge (album)
Pour le film d'André Barsacq, voir Le Rideau rouge.
Albums de Gilbert Bécaud
Âge tendre et tête de bois
(1967) À l'Olympia 1967
(1968)
Le Rideau rouge est une compilation 33 tours 30 cm de Gilbert Bécaud sorti en 1968 (La Voix de son Maître - CFELP 1333).

## Face A
1. Alleluia (Louis Amade, Pierre Delanoë/Gilbert Bécaud) (1958)
2. Le Mur (Maurice Vidalin/Gilbert Bécaud) (1958)
3. Si je pouvais revivre un jour ma vie (Louis Amade, Pierre Delanoë/Gilbert Bécaud) (1960)
4. Les Amours de décembre (Louis Amade, Pierre Delanoë/Gilbert Bécaud) (1958)
5. C'est merveilleux l'amour (Charles Aznavour/Gilbert Bécaud) (1958)
6. Il fait des bonds... le Pierrot qui danse (Louis Amade/Gilbert Bécaud) (1957)
7. Croquemitoufle (Louis Amade, Pierre Delanoë/Gilbert Bécaud) (1958) (version film)

## Face B
1. L'Absent (Pierre Delanoë/Gilbert Bécaud) (1960)
2. Hermano (Louis Amade, Pierre Delanoë/Gilbert Bécaud) (1959)
3. Crois-moi (Pierre Delanoë/Gilbert Bécaud) (1963)
4. Je te promets (Pierre Delanoë/Gilbert Bécaud) (1960)
5. Va-t-en loin (Maurice Vidalin/Gilbert Bécaud) (1963)
6. Au revoir (Maurice Vidalin/Gilbert Bécaud) (1963)
7. Le Rideau rouge (Louis Amade/Gilbert Bécaud) (1959)